# Kaisjärvi
Kaisjärvi är en sjö i Kiruna kommun i Lappland och ingår i Torneälvens huvudavrinningsområde. Sjön har en area på 0,0803 kvadratkilometer och ligger 318,2 meter över havet.

## Delavrinningsområde
Kaisjärvi ingår i det delavrinningsområde (751726-172288) som SMHI kallar för Inloppet i Luongasjärvi. Medelhöjden är 323 meter över havet och ytan är 5,68 kvadratkilometer. Räknas de 13 avrinningsområdena uppströms in blir den ackumulerade arean 218,61 kvadratkilometer. Luongasjoki som avvattnar avrinningsområdet har biflödesordning 2, vilket innebär att vattnet flödar genom totalt 2 vattendrag innan det når havet efter 352 kilometer. Avrinningsområdet består mestadels av skog (75 procent) och sankmarker (21 procent). Avrinningsområdet har 0,08 kvadratkilometer vattenytor vilket ger det en sjöprocent på 1,4 procent.